# Melissa Courtney-Bryant
Pour les articles homonymes, voir Courtney.
Melissa Courtney-Bryant (née le 30 août 1993 à Poole) est une athlète britannique, spécialiste des courses de fond.

## Biographie
Médaillée de bronze sur 1 500 mètres aux Jeux du Commonwealth de 2018, elle se classe cinquième du 5 000 mètres lors des championnats d'Europe d'athlétisme 2018 et termine huitième de la course individuelle des championnats d'Europe de cross 2018.
Le 27 mai 2018, elle remporte le Westminster Mile à Londres en 4 min 35 s.
Elle remporte la médaille de bronze du 3 000 mètres lors des championnats d'Europe en salle 2019, derrière Laura Muir et Konstanze Klosterhalfen. Le 26 mai 2019, elle remporte à nouveau le Westminster Mile en 4 min 31 s.

## Palmarès
| Date | Compétition                    | Lieu             | Résultat | Épreuve | Temps          |
| ---- | ------------------------------ | ---------------- | -------- | ------- | -------------- |
| 2015 | Championnats d'Europe espoirs  | Tallinn          | 10e      | 1 500 m | 4 min 17 s 49  |
| 2017 | Universiade                    | Taipei           | 5e       | 1 500 m | 4 min 21 s 14  |
| 2018 | Jeux du Commonwealth           | Gold Coast       | 3e       | 1 500 m | 4 min 03 s 44  |
| 2018 | Westminster Mile               | Londres          | 1re      | Mile    | 4 min 35 s     |
| 2018 | Championnats d'Europe          | Berlin           | 5e       | 5 000 m | 15 min 04 s 65 |
| 2018 | Ligue de diamant               | Ligue de diamant | 13e      | 5 000 m | 15 min 24 s 58 |
| 2019 | Championnats d'Europe en salle | Glasgow          | 3e       | 3 000 m | 8 min 38 s 22  |
| 2019 | Westminster Mile               | Londres          | 1re      | Mile    | 4 min 31 s     |
| 2023 | Championnats d'Europe en salle | Istanbul         | 3e       | 3 000 m | 8 min 41 s 19  |
| 2023 | Championnats du monde          | Budapest         | 12e      | 1 500 m | 4 min 3 s 31   |